# Toninho Cerezo
Antônio Carlos Cerezo, známý jako Toninho Cerezo (* 21. duben 1955, Belo Horizonte) je bývalý brazilský fotbalista. Hrával na pozici záložníka.
S brazilskou fotbalovou reprezentací vybojoval bronzovou medaili na mistrovství světa roku 1978. Hrál i na světovém šampionátu roku 1982.. Celkem za národní tým odehrál 57 utkání, v nichž vstřelil 7 branek.
Se Sampdorií Janov vyhrál v sezóně 1989/90 Pohár vítězů pohárů. Získal s ní i jeden titul mistra Itálie (1990–91). Se São Paulo FC vyhrál Pohár osvoboditelů (1993) a dvakrát Interkontinentální pohár (1992, 1993).
Dvakrát byl vyhlášen nejlepším fotbalistou brazilské ligy (Bola de Ouro), a to v letech 1977 a 1980. Časopis Placar ho vyhlásil 81. nejlepším fotbalistou 20. století.
Po skončení hráčské kariéry se stal trenérem.